# Mobile Suit Gundam: Side Story II - Ao o Uketsugu Mono
Mobile Suit Gundam: Side Story II - Ao o Uketsugu Mono (機動戦士ガンダム外伝ＩＩ　蒼を受け継ぐ者, Kidō senshi Gandamu gaiden II ao o uketsugu mono) est un jeu vidéo de tir au pistolet développé et édité par Bandai en décembre 1996 sur Saturn. C'est une adaptation en jeu vidéo de la série basée sur l'anime Mobile Suit Gundam. C'est le deuxième épisode d'une série de trois jeux.

## Série
1. Mobile Suit Gundam: Side Story I - Senritsu no Blue : 1996
2. Mobile Suit Gundam: Side Story II - Ao Wo Uketsugu Mono
3. Mobile Suit Gundam: Side Story III - Sabakareshi Mono : 1997
4. Mobile Suit Gundam: Side Story - The Blue Destiny : 1997, compilation des trois épisodes de la série